# Satèl·lits d'Haumea
El planeta nan del sistema solar exterior Haumea té dos satèl·lits naturals, Hiʻiaka i Namaka, anomenats en honor de dees hawaianes. Aquests petits satèl·lits van ser descoberts el 2005, a partir d'observacions d'Haumea fetes als grans telescopis de l'observatori W. M. Keck de Hawaii.
Els satèl·lits d'Haumea són inusuals de diverses maneres. Es creu que formen part de la seva família col·lisional, que es va formar fa milers de milions d'anys a partir de pols gelada creada després d'un gran impacte a Haumea. Hiʻiaka, el satèl·lit més gran i exterior, té grans quantitats d'aigua pura a la superfície, cosa estranya en objectes del cinturó de Kuiper. Namaka, una desena part de la massa d'Hiʻiaka, té una òrbita inusualment excèntrica i està molt influenciat pel satèl·lit més gran.
| Ordre | Nom (pronúncia) | Nom (pronúncia) | Nom (pronúncia) | Diàmetre mitjà (km) | Massa (×1021 kg)                  | Semieix major (km) | Període orbital (dies) | Excentricitat   | Inclinació (°)                             | Data de descobriment |
| ----- | --------------- | --------------- | --------------- | ------------------- | --------------------------------- | ------------------ | ---------------------- | --------------- | ------------------------------------------ | -------------------- |
| 1     | Haumea II       | Namaka          | /nɑːˈmɑːkə/     | ~170?               | 0,00179 ± 0,00148 (~0,05% Haumea) | 25657 ± 91         | 18,2783 ± 0,0076       | 0,249 ± 0,015   | 113,013 ± 0,075 (13,41 ± 0,08° de Hiʻiaka) | juny de 2005         |
| 2     | Haumea I        | Hiʻiaka         | /hiːʔiːˈɑːkə/   | ~310                | 0,0179 ± 0,0011 (~0,5% Haumea)    | 49880 ± 198        | 49,462 ± 0,083         | 0,0513 ± 0,0078 | 126,356 ± 0,064°                           | gener de 2005        |